# Asan Nicah
Asan Nicah is een bestuurslaag in het regentschap Pidie van de provincie Atjeh, Indonesië. Asan Nicah telt 516 inwoners (volkstelling 2010).